# Ваяндотт (Мічиган)
Ваяндотт (англ. Wyandotte) — місто (англ. city) в США, в окрузі Вейн штату Мічиган. Населення — 25 058 осіб (2020).

## Географія
Ваяндотт розташований за координатами 42°12′40″ пн. ш. 83°9′24″ зх. д. / 42.21111° пн. ш. 83.15667° зх. д. (42.211157, -83.156560).  За даними Бюро перепису населення США в 2010 році місто мало площу 18,16 км², з яких 13,66 км² — суходіл та 4,50 км² — водойми.

## Демографія
Згідно з переписом 2010 року, у місті мешкали 25 883 особи в 10 991 домогосподарстві у складі 6727 родин. Густота населення становила 1426 осіб/км².  Було 12081 помешкання (665/км²).
Расовий склад населення:
| - 94,7 % — білих - 1,3 % — чорних або афроамериканців - 0,7 % — корінних американців - 0,5 % — азіатів |

До двох чи більше рас належало 1,9 %. Частка іспаномовних становила 5,1 % від усіх жителів.
За віковим діапазоном населення розподілялося таким чином: 21,4 % — особи молодші 18 років, 64,8 % — особи у віці 18—64 років, 13,8 % — особи у віці 65 років та старші. Медіана віку мешканця становила 40,4 року. На 100 осіб жіночої статі у місті припадало 95,8 чоловіків;  на 100 жінок у віці від 18 років та старших — 92,8 чоловіків також старших 18 років.
Середній дохід на одне домашнє господарство  становив 62 736 доларів США (медіана — 51 237), а середній дохід на одну сім'ю — 75 335 доларів (медіана — 67 554). Медіана доходів становила 53 129 доларів для чоловіків та 40 183 долари для жінок. За межею бідності перебувало 11,1 % осіб, у тому числі 11,4 % дітей у віці до 18 років та 8,9 % осіб у віці 65 років та старших.
Цивільне працевлаштоване населення становило 12 316 осіб. Основні галузі зайнятості: освіта, охорона здоров'я та соціальна допомога — 23,7 %, виробництво — 14,0 %, роздрібна торгівля — 12,1 %, науковці, спеціалісти, менеджери — 11,6 %.